# Forge wallonne

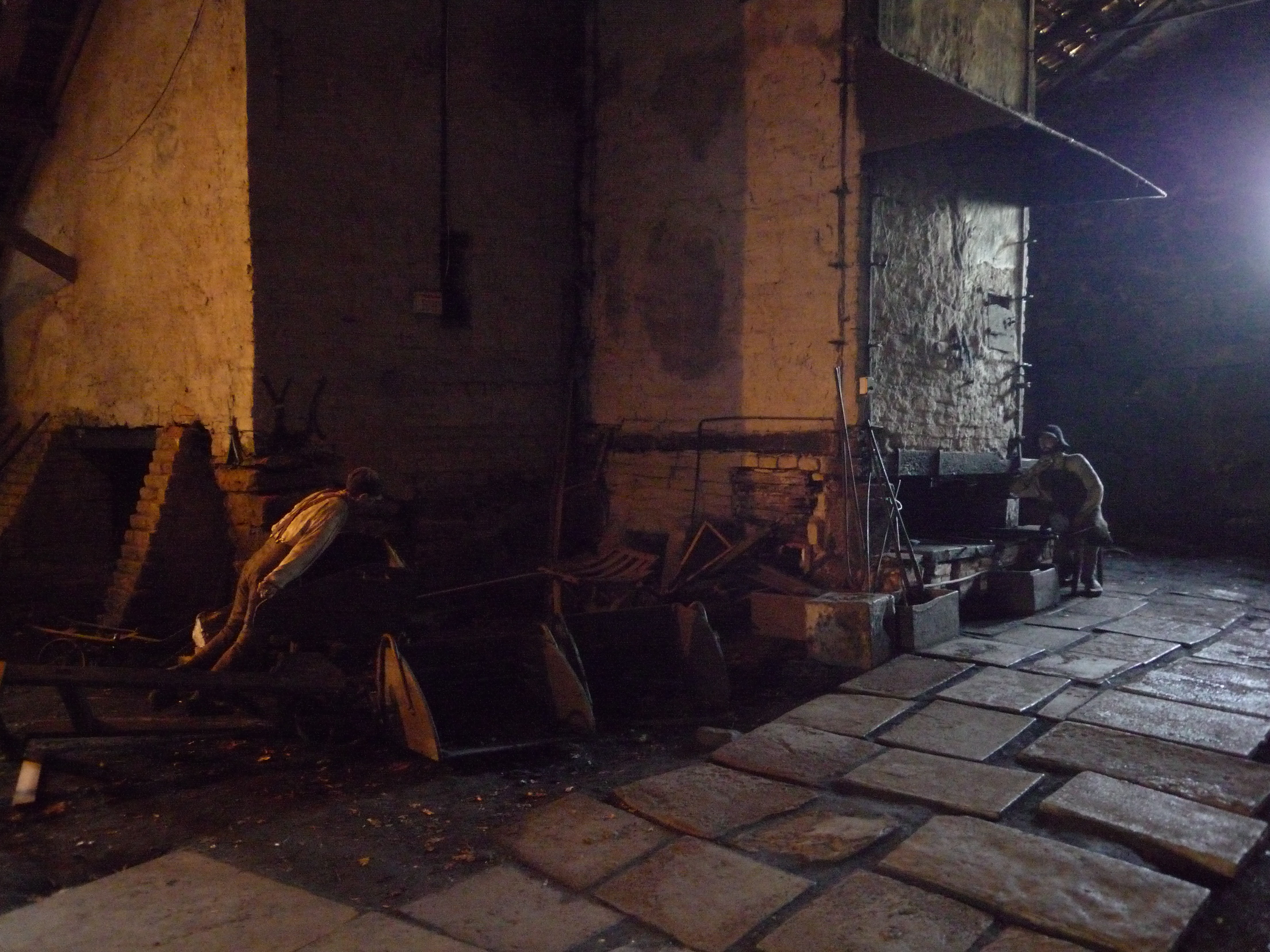
Intérieur d'une forge wallonne à Österbybruk.

La forge wallonne (ou méthode wallonne) est un type de forge d'affinage qui transforme la fonte en fer forgé.
Le processus a été conçu dans la région de Liège, et s'est  propagé en France, et de là, à partir du pays de Bray à l'Angleterre avant la fin du XVe siècle,. Louis de Geer l'a exporté à Roslagen en Suède au début du XVIIe siècle, il y employait des forgerons wallons,. 
La méthode wallonne s'est répandue notamment en Suède dans la province du Uppland au nord de Stockholm et dans certaines provinces adjacentes, où elle est utilisée pour la production d'un type particulier de fer forgé, connu en anglais comme oregrounds iron et en suédois comme vallonjärn, c'est-à-dire « fer wallon ». L'appellation permet la distinction avec la méthode germanique majoritaire à l'époque en Suède.
La méthode wallonne sera plus tard concurrencée en Angleterre par le puddlage inventé par Henry Cort en 1784, et utilisant la houille, moins chère et plus disponible que le charbon de bois.

## Méthode wallonne en Suède
Le produit de base à traiter était la fonte de fer produite par un haut fourneau à charbon de bois à partir de minerai de fer riche en manganèse provenant de la mine de Dannemora. Dans un foyer en V alimenté avec du charbon de bois d'un côté, l'affineur présentait un morceau de fonte devant une tuyère apportant de l'air qui décarburait la fonte (l'oxygène brûle le carbone). Des gouttelettes, formées d'acier en surface avec un cœur en fonte, se resolidifiaient en tombant dans le fond du foyer dans un bain de scories fondues riches en fer où la décarburation se poursuivait. Avec une barre d'acier, l'affineur les récupérait et les présentait à nouveau devant la tuyère, et agglomérait ainsi les gouttelettes en une boule caractéristique ressemblant à une loupe produite par un bas fourneau. Cette boule était ensuite réchauffée dans ce que les Anglais appellent une chafery, et forgée avec un martinet pour l'homogénéiser quelque peu et extraire en partie les scories. Cet affinage à deux étapes le différencie de la méthode osmonde qui utilisait de plus de la fonte de fer des marais (bog iron), et un foyer plus étroit et profond.
Les aspects particuliers de cette méthode tiennent à cette décarburation en gouttelette et à la présence de manganèse dans le minerai de fer de Dannemora qui pourrait expliquer la grande pureté du fer forgé obtenu. Il est possible que le manganèse se lie aux impuretés lors de l'oxydation, et quitte la masse de fer avec les scories en ne laissant que des traces de ces impuretés dans le produit final. Le carburant utilisé par ces forges d'affinage était le charbon de bois pour éviter la contamination par le soufre qui aurait été dégagé par la houille. La méthode wallonne convenait donc bien à la Suède qui ne disposait pas de mine de charbon. En Angleterre, la chafery pouvait néanmoins être alimentée avec de la houille ou du coke, le fer étant déjà solidifié à cette étape, et donc bien moins susceptible d'être contaminé de façon notable par le soufre contenu dans le combustible.
Le fer Oregrounds obtenu à la fin de l'affinage était vendu en Angleterre, où il subissait une recarburation de l'ordre de 1% en surface par cémentation pour donner le blister steel. Cet acier contenait encore des scories malgré l'affinage, et n'était pas homogène : la surface était un acier bien carboné, et l'intérieur présentait encore une grande variabilité au niveau du taux de carbone.
Ce blister steel était ensuite utilisé par Benjamin Huntsman, qui l'homogénéisait et le débarrassait des scories en le faisant fondre dans un creuset grâce à un foyer au coke permettant les températures nécessaires à la fonte de l'acier. Cet acier au creuset moderne, très différent du wootz, était dur, homogène, et sans scories. Huntsman avait choisi le blister steel d'orgrounds affiné par la méthode wallonne en raison de sa pureté.